# Ba Yan
Ba Yan (kinesiska: 巴 燕), född den 18 december 1962 i Liaoning, Kina, är en kinesisk basketspelare som var med och tog OS-brons 1984 i Los Angeles. Hon är 183 centimeter lång.